# Амазонская моллинезия
Амазонская моллинезия (лат. Poecilia formosa) — вид лучепёрых рыб из семейства пецилиевых. Живородящая рыба. Русское название было дано в честь амазонок, ведь в виде есть только самки.

## Описание
Длина тела — 9,5 см. В спинном плавнике 10-12 лучей. Серебристо-белая с рядами коричневых пятен по бокам. Размножение осуществляется путём гиногенеза - самки спариваются с самцами других видов, но при этом генетический материал самцов не используется. Оплодотворяют самцы видов Poecilia latipinna, Poecilia mexicana, Poecilia latipunctata или редко Poecilia sphenops.

## Ареал
Юг США, (Техас) и северо-восток Мексики.

## Размножение
Беременность происходит 30-40 дней. Рождается 30-60 мальков. Половое созревание длится полгода, но чем выше температура, в которой она проживает, тем быстрее созревает. Только в редких случаях все или части хромосом сперматозоидов включаются в геном рыб. Имеет гибридное происхождение. Предполагается, что единственная первоначальная гибридизация самца, похожего на широкоплавниковую моллинезию, и самки, похожей на атлантическую моллинезию, произошла около 120 000 поколений назад.

## Содержание
Аквариум должен содержать 60 л воды. Амазонская моллинезия не требовательна к качеству воды. Температура должна быть 25-27°. Кормить следует живыми и растительными кормами. Мирный характер. Нельзя содержать с крупными агрессивными рыбами. После родов самку отсаживают.